# أورخيل (محطة مترو أنفاق مدريد)
أورخيل (بالإسبانية: Urgel) هي محطة مترو أنفاق في مدريد في إسبانيا، تقع على الخط رقم 5.